# Río Malo (vattendrag i Chile, Región de Coquimbo)
Río Malo är ett vattendrag i Chile.   Det ligger i regionen Región de Coquimbo, i den centrala delen av landet, 400 km norr om huvudstaden Santiago de Chile.
Omgivningen kring Río Malo är ofruktbar med liten eller ingen växtlighet. Området är mycket glesbefolkat, med 4 invånare per kvadratkilometer.